# Guerra greco-italiana
La guerra greco-italiana (1940-1941) fue un conflicto armado que enfrentó al Reino de Grecia y al Reino de Italia durante el curso de la Segunda Guerra Mundial.
A pesar de los planes italianos, que presuponían una rápida rendición griega, los helenos lograron frenar con esfuerzo el ataque italiano y contraatacar, rechazando los avances italianos y tomando el sur de Albania, entonces bajo ocupación italiana. Los distintos intentos italianos de retomar la iniciativa y romper las defensas griegas fracasaron en el invierno y la primavera de 1941 y solo tras el ataque alemán a Grecia a comienzos de abril permitieron el avance final de las unidades italianas.

## Causas

### Relaciones italo-griegas
Las relaciones entre los dos países en el periodo de entreguerras no habían sido buenas. En 1923 ambas naciones se habían enfrentado en el incidente de Corfú, del que Mussolini salió humillado. La dependencia de Grecia del Mediterráneo y de la principal potencia de este, el Reino Unido, forzaba al país a seguir una política favorable a este, a veces en contra de Italia. Las finanzas griegas también se encontraban en gran parte en manos británicas.

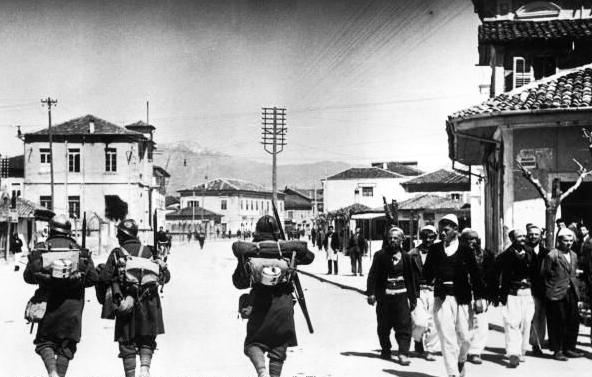
Tropas italianas en Albania durante la ocupación del país en abril de 1939. Esta causó una tensión temporal de las relaciones italo-griegas.

En 1935 Grecia participó en las sanciones impuestas a Italia por la Sociedad de Naciones, principalmente por sugerencia británica, a causa del ataque italiano a Etiopía. Más tarde, la ocupación italiana de Albania el 7 de abril de 1939 había disgustado a los griegos, que temían un avance italiano sobre Corfú y Creta. Dos días más tarde, Metaxas expresaba al embajador británico la decisión del Gobierno griego de no ceder ante una posible amenaza o agresión italiana, que desencadenaría una guerra total.
El 13 de abril de 1939, Grecia aceptó una garantía territorial anglo-francesa, temerosa de los planes de Mussolini. La garantía fue estrictamente unilateral, pero deseada por los griegos. Esto disgustó a los italianos, que en mayo se negaron a renovar el tratado de amistad firmado con Atenas en 1928. Los meses siguientes, las relaciones bilaterales empeoraron.
A finales de agosto, los italianos concentraron por sorpresa tropas en la frontera griega, trasladando cuatro de las cinco divisiones presentes en la Albania italiana. La fuerza aérea italiana cruzó frecuentemente la frontera. La rápida movilización griega fue caótica, pero sirvió de aprendizaje para la siguiente en el otoño de 1940. Las órdenes de Mussolini, que el 16 de agosto ordenó a Badoglio preparar un plan de ataque contra Grecia, eran contradictorias y cambiaban casi a diario. El plan italiano contemplaba la utilización de dieciocho a veinte divisiones, tres de protección de la frontera yugoslava, tres contra Ioánina y doce contra Salónica. El 11 de septiembre, sin embargo, Mussolini cambiaba nuevamente de parecer y cancelaba el proyecto de atacar Grecia. Temporalmente el objetivo de Mussolini pasó a ser el Reino de Yugoslavia.
A finales del verano de 1940, las relaciones entre los dos países volvieron a tensarse. A las 8:30 a. m. del 15 de agosto de 1940, durante la celebración de la fiesta de la Asunción, importantísima fiesta griega, un submarino torpedeó el obsoleto crucero griego Helle en el puerto de la isla de Tinos, que había acudido a la celebración enviado por el Gobierno. Italianos y británicos se acusaron mutuamente del ataque; sólo en 1960 se supo, por confesión del antiguo gobernador italiano del Dodecaneso, que había sido ordenado por este. Los Gobiernos italiano y griego, sin ningún interés en un enfrentamiento, trataron de quitar importancia al ataque.
El 22 de agosto, el Gobierno griego consultó con el británico en qué podría consistir la ayuda británica debida por la garantía recibida en abril en caso de entrar en conflicto con Italia. Los británicos, aparte de reafirmar la garantía a pesar de la derrota francesa (5 de septiembre de 1940), únicamente se comprometieron a evitar la toma italiana de Creta, conceder ayuda económica y favorecer al país en las negociaciones de paz tras la guerra, y ello tras gran presión del embajador británico en Grecia.
En septiembre, llegada la calma a la relación con Yugoslavia, Mussolini desmovilizó gran parte de las tropas concentradas contra esta y parte de las acantonadas en Albania. Esta desmovilización parcial afectó más tarde a la eficacia del Ejército destinado a la invasión de Grecia que se produjo menos de dos meses más tarde. Tres nuevas divisiones (Siena, Parma y Piamonte), fueron, no obstante, transferidas a Albania como se había solicitado anteriormente.

### Los preparativos para la guerra

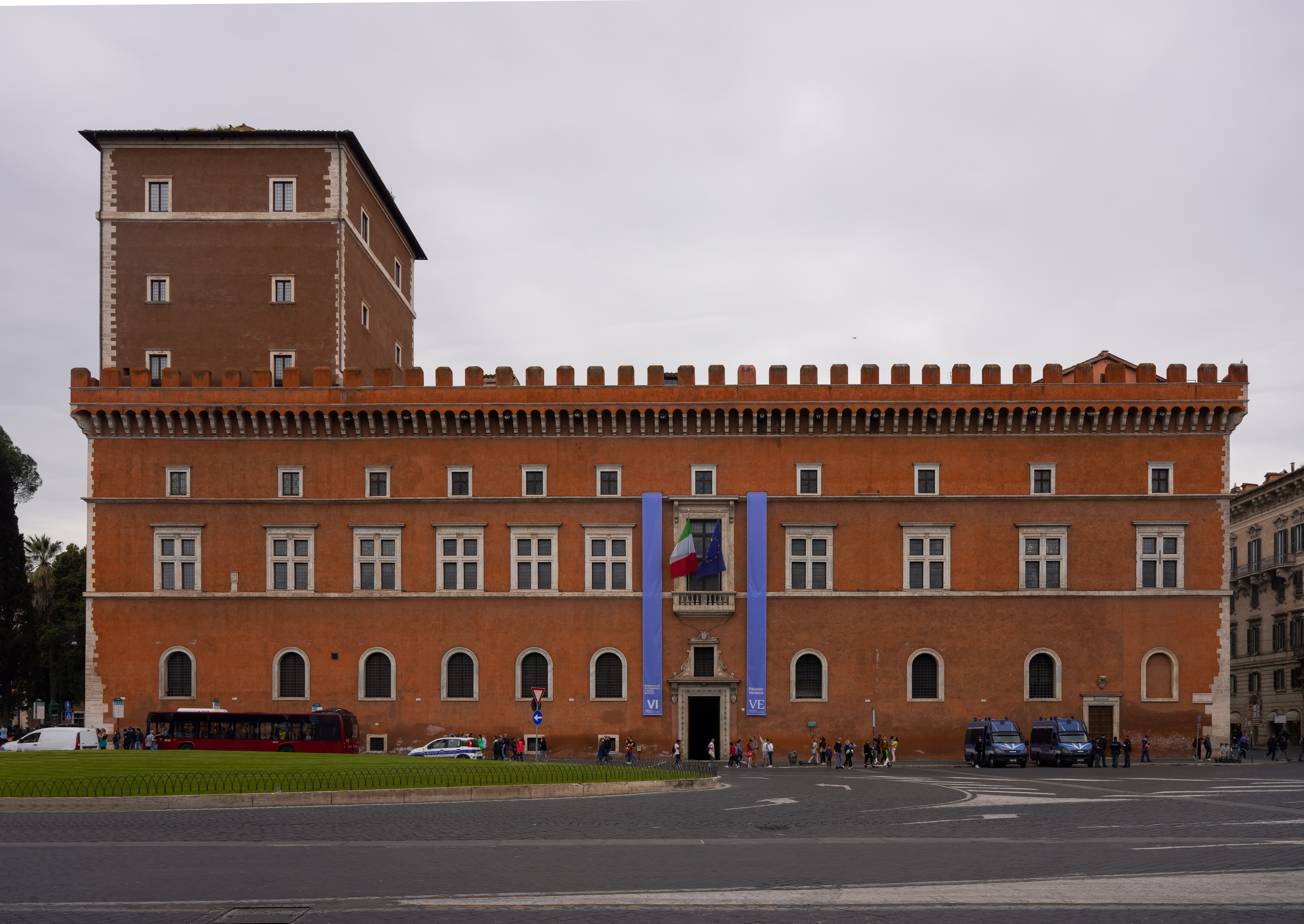
Palacio Venezia, Roma, donde el tuvo lugar la reunión en la que los dirigentes políticos y militares italianos decidieron atacar Grecia a final de mes.

La decisión de atacar Grecia fue tomada por Mussolini por motivos políticos. Las razones eran diversas: contrarrestar el peso cada vez mayor de la Alemania nazi, con la que Italia había firmado el Pacto de Acero; reverdecer los laureles del Ejército italiano, de actuación mediocre durante la campaña de Francia en los Alpes Occidentales, y tal vez, conquistar bases en Grecia y en sus islas para reducir la presencia británica en el Mediterráneo. El anuncio el 12 de octubre desde Berlín del envío de una misión militar alemana para reorganizar el Ejército rumano y proteger las instalaciones petroleras de este país irritó a Mussolini, que sostenía que Hitler había vuelto a presentarle un hecho consumado y amenazaba con extender la hegemonía alemana a los Balcanes. El motivo principal del ataque en el otoño de 1940 fue pues el creciente entrometimiento de Alemania en lo que teóricamente era una zona de influencia reservada a Italia: los Balcanes. El envío de tropas alemanas a Rumanía en octubre, sin consulta previa con Mussolini, hizo que este se decidiese a reafirmar la preponderancia italiana en la zona mediante el sometimiento de Grecia. A pesar de la opinión contraria de los jefes del Estado Mayor italiano, la cúpula fascista consideró que el momento era propicio para el ataque.
La preparación de la campaña fue insuficiente y confusa: el 12 de octubre de 1940, dos semanas antes de la fecha decidida para el ataque, el jefe del Estado Mayor italiano, el mariscal Badoglio, desconocía la decisión de atacar Grecia; el general Mario Roatta, su lugarteniente, creía dos días más tarde que el plan se había abandonado.

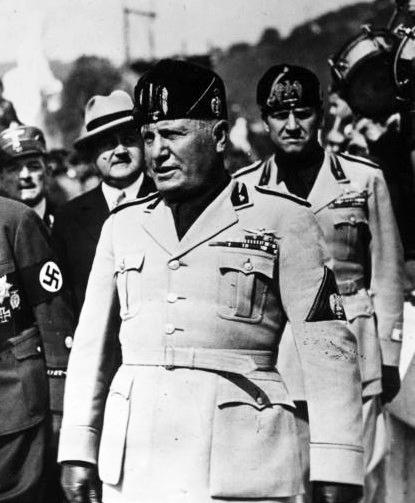
Mussolini, impuso al Alto Mando italiano la fecha de ataque a Grecia para compensar la ocupación militar alemana de Rumanía, sin apenas preparación de la campaña pero con el respaldo de los dirigentes civiles y militares en Albania y una débil oposición del Estado Mayor.

El 15 de octubre, en el Palacio Venezia de Roma tuvo lugar una reunión secreta, en la cual tomaron parte Mussolini, Ciano, Badoglio, Soddu, Jacomoni, Roatta y Visconti Prasca. Se tomó la decisión de atacar Grecia y se redactó un ultimátum, que el embajador italiano en Atenas, Emanuele Grazzi, debería entregar a las tres de la mañana del 26 de octubre, tres horas antes del comienzo de la ofensiva. En el documento se instaba al Gobierno griego a permitir que las tropas italianas ocupasen el territorio nacional griego para continuar la guerra con el Reino Unido. Sin embargo, el mismo documento advertía que si las tropas italianas encontraban resistencia, esa resistencia sería doblegada por las armas y el Gobierno griego habría de asumir la responsabilidad de las consecuencias.
La mañana del 17 de octubre, se reunieron los jefes de los Estados Mayores del Ejército, la Armada y la Aviación italianas, para evaluar la campaña decidida dos días antes, en la que los dos últimos no habían podido participar. Se decidió informar a Mussolini de que los plazos decididos eran irrealizables pero Badoglio terminó cambiando de idea y respaldando finalmente el plan original, simplemente reclamando un retraso de dos días respecto de la fecha original del ataque (26 de octubre de 1940).
Entre la decisión de atacar Grecia y el comienzo de la campaña, sin embargo, algunas de las condiciones que se habían considerado necesarias para lograr la victoria fueron desapareciendo: Bulgaria se mostró contraria a participar del lado italiano y el tiempo empeoró notablemente, haciendo imposible el uso de la fuerza aérea en apoyo de las tropas de tierra, en la que los italianos tenían una gran ventaja. El empeoramiento del tiempo también dificultaba la descarga de material y suministros en los puertos y acentuaba la dificultad de los transportes en un red de comunicaciones mediocre.

### La entrevista Grazzi–Metaxas
El 28 de octubre, como había sido establecido, el embajador italiano le hizo llegar el ultimátum a Metaxas en su domicilio de Kifisiá, a las afueras de Atenas, a las 3:00 de la madrugada, dándole tres horas para aceptar o rechazar las exigencias italianas. El texto italiano, tras acusar a Grecia de infringir su neutralidad y haber apoyado a los británicos, exigía en términos vagos la ocupación inmediata de ciertos puntos estratégicos, que no especificaba.
Según la tradición griega, Metaxas habría respondido al embajador con un único y tajante «Oxi!» («¡No!»), respuesta que es recordada en Grecia cada año en el llamado «Día del No» (fiesta nacional griega).
Grazzi, en su libro El principio del fin — Las operaciones contra Grecia, da su versión de la entrevista entre Metaxas y él:

Apenas tomamos asiento, y ya que era un poco más de las tres de la mañana, le dije inmediatamente que mi Gobierno me había encargado de hacerle llegar un escrito, que no era si no el ultimátum de Italia a Grecia, con el cual el Gobierno italiano exigía la disolución de las fuerzas armadas griegas, a partir de las 6 de la mañana del 28 de octubre de 1940. Metaxas comenzó a leerlo. Detrás de los vidrios de sus gafas, veía sus ojos en lágrimas. Cuando terminó de leerlo, me dijo con voz triste pero firme: «Alors, c'est la guerre» («Entonces, es la guerra»).

La hija de Metaxas narra la continuación de este diálogo, que no aparece en las memorias de Grazzi: — «No necesariamente, Excelencia», aludiendo a la posibilidad que Grecia tenía de rendirse. —«Sí, es necesario...», respondió el primer ministro. Metaxas consideró imposible consultar con el rey y el Ejército en el plazo concedido por Mussolini y sus preguntas sobre las exigencias exactas de este chocaron con la ignorancia del embajador. La guerra era inevitable, como buscaba Mussolini. Dos horas y media más tarde, a las 5:30 a. m., las tropas italianas entraban en territorio griego desde Albania y la aviación italiana bombardeaba Atenas, Salónica, Patras y El Pireo.
Mientras, Metaxas comunicó el ultimátum al embajador británico que, a su vez, informó a Londres, que avisó a los Gobiernos yugoslavo y turco del inminente ataque. Seguidamente se reunió con el rey, el Gobierno y el Alto Mando para evaluar la situación y sopesar la posible ayuda británica. Estos valoraron las distintas formas de ayudar a Grecia pero no consideraron seguro que la flota operase entre Italia y Albania para estorbar el abastecimiento de esta y la ayuda en aviones fue al comienzo escasa. El 29 de octubre, sin embargo, comenzaron a ocupar posiciones en Creta, con permiso griego.

## Fuerzas enfrentadas

### Fuerzas italianas

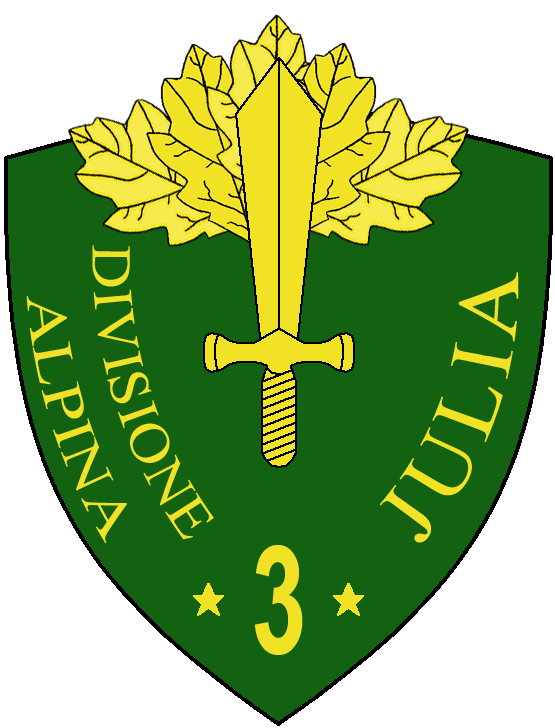
Escudo de la división de montaña Julia, centro del plan de ataque italiano y encargada del avance por la cordillera de Pindo.

Las fuerzas italianas se dividían en 3 grupos principales: uno encargado del avance por la costa hacia los puertos del sur de Epiro («Grupo Litoral»), otro encargado del avance hacia Ioánina y un tercero encargado de cubrir el frente macedonio más entre la cordillera de Pindo y la frontera yugoslava. Los tres grupos contaban con las siguientes unidades:
- Raggruppamento Litorale (5000 hombres), al mando del general Carlo Rivolta.
  - 3.º Regimiento Granatieri di Sardegna (3082 hombres y 4 cañones).
  - 7.º Regimiento de caballería Milano
  - 6.º Regimiento de caballería Aosta
  - Un batallón de Camisas Negras.

- XXV.ºCuerpo de Ejército (Carlo Rossi)
  - División de infantería Siena (9200 hombres y 50 cañones)
  - División de infantería Ferrara (12 785 hombres y una fuerza auxiliar de 3500 albaneses)
  - 131.ª División blindada Centauro (4037 hombres, 163 tanques ligeros, 24 cañones)
  - División Alpina Julia (10 800 hombres y 20 cañones)
    - 5 batallones
    - 2 grupos de artillería.

- XXVI Cuerpo de Ejército (Gabriele Nasci)
  - División de infantería Piemonte (9300 hombres y 32 cañones)
  - División de infantería Parma (12 000 hombres y 60 cañones)
  - División de infantería Venezia (10 000 hombres).

Las divisiones italianas tenían insuficiente artillería y transportes, los reservistas no habían recibido instrucción en el nuevo armamento y el cuartel general no estaba listo para la campaña. El armamento italiano era, además, anticuado y el mando italiano estaba formado por generales con malas relaciones entre ellos. A todas estas desventajas se añadió la estructura mixta de las divisiones italianas, inadecuada para el terreno montañoso en que se iba a desarrollar el combate. La larga campaña propagandística contra Grecia había echado a perder también el factor sorpresa, permitiendo la movilización griega.
Las divisiones acorazadas italianas, además, no eran comparables a las alemanas de la época. Su regimiento de tanques estaba formado por unidades ligeras, que se utilizaron inadecuadamente.
En aviación, sin embargo, los italianos contaban con una superioridad total, incluso tras la llegada de la Royal Air Force británica, aunque el mal tiempo les impidió a menudo aprovechar esta ventaja.
El plan de campaña, decidida a toda prisa en el otoño, se hubo de preparar en dos semanas.

#### Plan militar

Distribución aproximada de fuerzas al comienzo del conflicto y plan de ataque italiano.

El plan de invasión de Grecia había sido preparado por el Estado Mayor italiano desde fines de 1939 y preveía una primera fase con una ofensiva en Albania para la conquista de Epiro, siguiendo por los valles del Viosa y Thiamis, con la toma de Metsovo y Drisko, para impedir a las tropas griegas de Tesalia y Macedonia que se unieran a las de Epiro. Seguía una segunda fase, destinada a la conquista de Atenas, y una tercera, consistente en la ocupación de todo el territorio.
El plan de ataque italiano para la primera fase consistía en aislar mediante un movimiento envolvente en pinza la región de Epiro. La región, de difícil acceso y separada del resto de Grecia por la cordillera de Pindo, solo contaba con dos principales vías de acceso, el puerto de Metsovon y por Arta y Missolonghi. Una única carretera recorría la región de Noroeste a Sureste. Un brazo de la pinza italiana, formada por la división de montaña «Julia» debía atacar desde el Este, tomando el Metsovon, mientras que el otro debía avanzar paralelo a la costa en dirección al puerto de Preveza. El grueso de las tropas, las divisiones «Siena», «Ferrara» y «Centauro», debían atacar hacia el Kalamas (Thyamis) y romper las líneas griegas en Kalpaki, en dirección a Ioánina.
Mientras, el frente macedonio quedaba a la defensiva con una única división, la «Parma», mientras que las divisiones «Arezzo» y «Venezia» cubrían la frontera yugoslava. La división «Piamonte» formaba la reserva.
El frente quedó dividido en dos mandos, responsables cada uno de un cuerpo de ejército: uno para el frente de Epiro y otro para el de Macedonia.
En total, 87 000 hombres se desplegaron para atacar Grecia, mientras que 12 000 guardaban la frontera yugoslava, un total de 84 batallones con 686 cañones.

### Fuerzas griegas
Frente a las fuerzas italianas los griegos, con amplio aviso sobre las intenciones de Mussolini gracias a la campaña propagandística previa, habían desplegado la 8.ª División, una brigada de infantería y otra de artillería en Epiro. En Macedonia se trasladó a la 9.ª División y a la 4.ª Brigada, mientras que siete batallones formaban una segunda línea de defensa. Los griegos estaban movilizando dieciocho divisiones. La movilización parcial había comenzado de hecho a principios de mes, ya que los mandos griegos esperaban la invasión desde el 3 de octubre de 1940.
A pesar de las suposiciones del mando italiano en Albania, los italianos no lograron la superioridad de dos a uno que declaraban tener hasta enero, tras el traslado de grandes refuerzos. Según cálculos del alto mando griego, al comienzo de la campaña unas seis divisiones italianas se enfrentaron a cuatro griegas.
A pesar de comenzar a prepararse con anticipación al ataque italiano, el Ejército griego tenía importantes debilidades. Pequeño y basado principalmente en militares en la reserva, la mayoría de sus armamentos eran anticuados y de origen francés, checoslovaco y polaco, países todos bajo control alemán. La única fuente de repuestos era la captura de material italiano. Grecia contaba además con una única fábrica de armamento ligero e importaba la mayoría de sus materias primas. Su parque automovilístico era escaso, lo que se unía a una red de carreteras muy deficiente y a una única línea férrea entre Atenas, Salónica y Florina, lo que dificultaba el transporte hacia el norte. Carecía además de aeródromos que se pudiesen utilizar con mal tiempo. Aunque el país era de relativa fácil defensa por su carácter montañoso, ello requería que las tropas pudiesen formar líneas de defensa, proceso lento por las malas comunicaciones.
A la gran escasez de aviones de combate, en la que los italianos tenían una ventaja aplastante, se unía la práctica ausencia de tanques en el Ejército griego (contaba únicamente con cuatro, obsoletos). Las existencias de armamento antitanque era también escaso.
En cambio, la moral de las tropas griegas era excelente, y la movilización fue realizada de un modo muy rápido y eficiente.

## Objetivos italianos
El plan del verano de 1940 en realidad no contemplaba una ocupación de Grecia, que hubiese requerido 20 divisiones y demasiado tiempo según Mussolini, sino únicamente la toma de la costa de Epiro al sur de Albania, con 9 divisiones. Los mandos italianos contaban con una escasa resistencia griega, con las tropas de este país concentradas en la frontera búlgara. En agosto se decidió añadir una nueva división para la toma de Corfú y en septiembre comenzó el traslado de unidades a Albania, que se hallaban listas a final de mes.
La visita del ministro alemán de Exteriores, Ribbentrop a Roma el 19 de septiembre de 1940, tras el fracaso del proyecto de invasión del Reino Unido, permitió a Mussolini defender los planes de ataque a Grecia como una manera de golpear indirectamente al Reino Unido en el Mediterráneo. Los alemanes aprobaron tácitamente los planes del Duce. El plan propuesto, no obstante, preveía la continuación de la campaña en Egipto y la toma del canal de Suez antes del ataque a Grecia, según el avance establecido para mediados de octubre, de Sidi Barrani a Marsa Matruh.
Mussolini, sin embargo, no esperó a la conclusión de la campaña en África, que Rodolfo Graziani no comenzó el 5 de octubre de 1940 como estaba previsto y, el 14 de octubre de 1940, convocó a una reunión a Pietro Badoglio y Mario Roatta en el que los sorprendió comunicándoles su decisión de cambiar radicalmente los planes previstos. La ocupación de la costa de Epiro debía dejarse de lado para dejar paso a la ocupación de toda la península griega. Tras aceptar las estimaciones del Alto Mando que preveían la necesidad de 20 divisiones y 3 meses para reunirlas, cambió de idea al día siguiente, ordenó el ataque para el 26 de octubre de 1940. Se desechó, sin embargo, la toma de Creta, por considerarse demasiado arriesgada y los posibles costes navales demasiado elevados.
El Alto Mando alemán recibió noticia de los planes italianos a través de su embajador en Roma el 18 de octubre. Hitler no preveía complicaciones en el plan italiano, ni militares ni diplomáticas. Yugoslavia no se inclinaba a respaldar a Grecia mientras Italia no solicitase atravesar su territorio. Bulgaria mantenía la neutralidad ante la amenaza turca de intervención y esta decidió 10 días antes del ataque italiano no participar en la contienda a menos que Bulgaria atacase Grecia. No se preveía que la resistencia griega pasase de las dos semanas ante el teórico poderío italiano. Los alemanes veían la captura italiana de Grecia como un paso más hacia el control del Mediterráneo oriental y un refuerzo a la campaña contra Egipto.

## Fases de las operaciones

### La ofensiva italiana

Mapa de la ofensiva inicial italiana en Grecia, del 28 de octubre al 13 de noviembre de 1940.

El segundo día las unidades italianas habían avanzado una media de 10-12 km en territorio griego y únicamente la división de montaña Julia continuaba avanzando. Las lluvias torrenciales y la falta de ingenieros y pontones para salvar los ríos estorbaban el avance. El mal tiempo también impedía el uso efectivo de la aviación. Las principales unidades aéreas se hallaban además en Italia, no en Albania, y la comunicación entre el mando en Albania y aquellas era muy deficiente y lenta.
La tarde del 30 de octubre, la situación era tan delicada que el mariscal Badoglio sugirió la conveniencia de reforzar la misión alemana en Rumanía para disuadir a Turquía de un posible ataque contra los apurados italianos. El plan italiano mostró además falta de estrategia: en vez de avanzar hacia Salónica, los mandos ordenaron un avance hacia Epiro, zona sin interés estratégico alguno.
El lento avance italiano, que continuó hasta el 5 de noviembre, permitió además a los británicos enviar unidades aéreas a Creta (6 de noviembre de 1940).

### La contraofensiva griega

Contraofensiva griega, del 14 de noviembre de 1940 a marzo de 1941.

Las condiciones meteorológicas eran pésimas. Las fuerzas italianas avanzaron al principio rápidamente, pero la pronta movilización del ejército griego y el apoyo aéreo de la RAF (la aviación griega consistía en anticuados biplanos), junto con la falta de pontones para cruzar los torrentes de montaña crecidos por las lluvias y la escasez de efectivos que les dejó en inferioridad frente a los griegos.
Ya el 1 de noviembre de 1940, con la mejora del tiempo, los griegos desencadenaron un fuerte ataque en el frente macedonio hacia Korçë que amenazaba con envolver a las unidades italianas que avanzaban hacia Epiro, asaltando las montañas que protegían la meseta de Korçë. En esta zona la línea italiana la sostenía la división «Parma», reforzada en el último momento por la «Piamonte» y la «Venezia», que se estaba trasladando desde la frontera yugoslava.

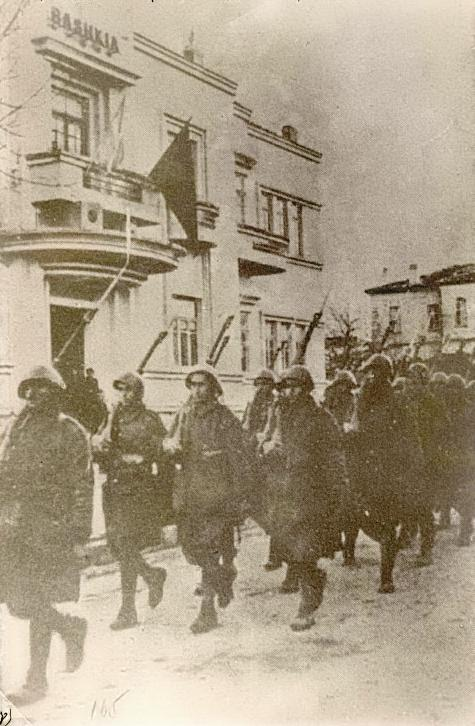
Tropas griegas en Korçë en noviembre de 1940.

Las fuerzas griegas lograron rechazar a los italianos entre el 8 y el 10 de noviembre, para luego aislar a la División «Julia» y tomar la ciudad albanesa de Coritsa (Korçë) el 22 de noviembre. El ataque contra la ciudad había comenzado el 14 de noviembre con el asalto a las posiciones italianas en el río Devoli, al sureste de la población. Los griegos contaban ya en este frente (el macedonio) con las divisiones 10.ª, 11.ª, 7.ª y 9.ª. La División «Julia» quedó aniquilada y los griegos tomaron 4500 prisioneros.
Los griegos habían logrado aumentar sus efectivos de 35 000 a 232 000 hombres entre finales de octubre y el 14 de noviembre, lo que les otorgó una ventaja de dos a uno en efectivos frente a los italianos. Al día siguiente el asalto griego a las posiciones italianas se intensificó a lo largo de todo el frente.
El 9 de noviembre, la situación se precipitó. Visconti Prasca fue reemplazado por el general Ubaldo Soddu quien, pese a las presiones de Mussolini, no pudo efectuar ninguna operación ofensiva, contentándose con reorganizar la débil línea defensiva italiana. El 11, la flota italiana sufrió un duro revés con el ataque británico a la flota en Tarento; dos oleadas de bombarderos armados con torpedos lograron hundir el Cavour y dañar de gravedad el Littorio y el Dullio.
A mediados de mes, las divisiones que llegaban para sostener el frente eran divididas en sus componentes para ser distribuidas allí donde se consideraban más necesarias, a menudo sin el equipamiento necesario. La llegada de refuerzos y el uso de 400 aviones por parte italiana no logró detener el avance griego.
Tras la toma de Coritsa, los griegos continuaron su avance atacando Pogradec, en la orilla sur del lago Ohrid, que cayó en sus manos tras duros combates el 28 de noviembre. La toma de este bastión italiano amenazaba con derrumbar el frente, ponían en peligro el flanco del 9.º Ejército italiano y hacía posible el desembarco griego en el lago tras las líneas italianas. EL 5 de diciembre las tropas griegas entraron en Sarandë (Santi Quaranta).
Las tropas griegas derrotaron a la brigada alpina «Julia» en el valle del Viosa y avanzaron hacia el Adriático. A finales de noviembre, las unidades italianas se hallaban en retirada.
En el otro extremo del frente, en Epiro, los mandos italianos trataron de estabilizar la situación evacuando Argirocastro (8 de diciembre), lo que redujo la longitud del frente en un tercio, pero eliminó los escasos avances del comienzo de la campaña.
| Tropas trasladadas a los frentes africano y balcánico (1940-1941) |                                                                  |
| ----------------------------------------------------------------- | ---------------------------------------------------------------- |
| Gráfico no disponible temporalmente debido a problemas técnicos.  |                                                                  |
| Nota: Según Sadkovich, p. 441.                                    |                                                                  |
|                                                                   | Gráfico no disponible temporalmente debido a problemas técnicos. |

|  | Gráfico no disponible temporalmente debido a problemas técnicos. |

| Abastecimiento de los frentes africano balcánico (1940-1941)     |                                                                  |
| ---------------------------------------------------------------- | ---------------------------------------------------------------- |
| Gráfico no disponible temporalmente debido a problemas técnicos. |                                                                  |
| Nota: Según Sadkovich, p. 441.                                   |                                                                  |
|                                                                  | Gráfico no disponible temporalmente debido a problemas técnicos. |

|  | Gráfico no disponible temporalmente debido a problemas técnicos. |

Mussolini envió refuerzos, aumentando los efectivos a 162 000 hombres en diciembre de 1940, pero los griegos continuaron avanzando sobre territorio albanés hasta la segunda mitad del mes.
El 20 de noviembre, cayó en manos griegas Moscópolis y Pogradec, el 4 de diciembre, Premeti y al día siguiente Delvina y Sarandë. El 8 de diciembre, entraban en Argirocastro. Durazzo se hallaba amenazado, y con él el abastecimiento de los ejércitos italianos. Mussolini, aterrorizado ante la posible derrota, solicitó sin éxito ayuda a Hitler, que sopesaba una solución diplomática al enfrentamiento que incluyese la evacuación británica de Grecia.
Mientras la petición de ayuda en Berlín fracasaba, el alto mando italiano había reconstituido las divisiones desmovilizadas por orden de Mussolini el 5 de octubre. Los italianos enviaron precipitadamente diez divisiones más al frente albanés entre enero y abril de 1941. La ventaja numérica de los griegos se fue reduciendo y con ella el ritmo de avance de estos. En conjunto, la dificultad del terreno, el mal tiempo y la creciente resistencia italiana fueron frenando el ímpetu heleno.
A pesar de que los griegos lograron tomar Porto Palermo y Himarë el 23 de diciembre —camino de Dirraquio a lo largo de la costa— los italianos consiguieron estabilizar el frente poco después. Los italianos se concentraron en defender él estratégico puerto de Valona.
A fines de diciembre, el frente se estabilizó, y el general Ugo Cavallero asumió el mando de las tropas italianas. A la vez, sin embargo, una rápida ofensiva británica en África ponía en dificultades al gobierno italiano, que ya preveía pasar a la ofensiva en el frente albanés en la primavera de 1941. A finales de año el número de soldados de ambos bandos era aproximadamente el mismo (las cifras están en disputa, considerando los italianos que estaban en inferioridad, mientras que los griegos afirman ser ellos quienes lo estaban) pero la moral de las tropas italianas era muy inferior.

### Intentos de avance italiano

Segunda ofensiva italiana, del 9 de marzo al 23 de abril de 1941. Se muestra asimismo el anterior contrataque griego del invierno de 1940-1941

Cavallero ordenó en enero de 1941 un contrataque para intentar reconquistar Klisura, una de las zonas más fuertes del frente griego; los griegos no solo rechazaron el embate, sino que obligaron a los italianos a retroceder en una ofensiva de invierno en la que llegaron hasta Tepelenë que, sin embargo, no lograron capturar a pesar de atacarla con dureza. El general griego Aléxandros Papagos no quiso avanzar más allá de las montañas, donde las tropas griegas estaban en ventaja pese a la superioridad aérea italiana. Exponerse a la llanura, donde los italianos podrían usar sus blindados y su fuerza aérea, no era una decisión sensata. El avance griego, entonces, se limitó el sur montañoso de Albania. Unos 56 000 hombres de la Commonwealth prestaron apoyo a los griegos, sobre todo en aspectos donde el Ejército griego carecía de medios, como artillería y aviación.
El mando italiano planeó una nueva ofensiva para finales de febrero para tratar de tomar el saliente de Klisura con tres cuerpos de ejército y doce divisiones. La ofensiva se retrasó finalmente hasta el 9 de marzo y contó con la presencia del propio Mussolini, que pudo contemplar el fracaso de la misma. Ante el nulo avance, el 16 de marzo se dio orden de concluir el ataque. Este había causado numerosas bajas y escasos avances a los italianos: de las siete divisiones que participaron en la fallida ofensiva, cinco quedaron destruidas o diezmadas.
Hacia marzo, sin embargo, la situación griega era apurada: a pesar de lograr detener la ofensiva italiana con gran sacrificio, el convencimiento del inminente ataque alemán, la insuficiente ayuda Aliada que no podría frenar este y la negativa griega a reducir el frente retirándose frente a los italianos, además del fracaso de los intentos de involucrar a Yugoslavia en la guerra, auguraban una pronta derrota. Los mandos griegos sopesaron incluso una rendición ante los alemanes.

### La intervención británica

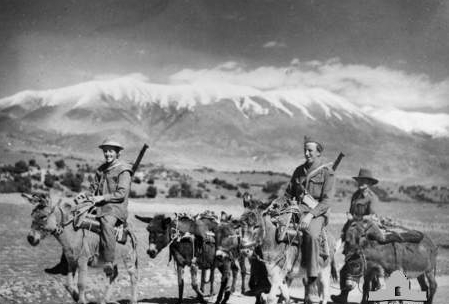
Tropas británicas en Grecia a comienzos de 1941. Las malas comunicaciones en la región escogida para la defensa dificultaron el despliegue británico.

Los griegos solicitaron armamento a los británicos los primeros días de la guerra, pero justamente del tipo que más escaseaba en los arsenales británicos. Los primeros aviones para suplir la exigua Aviación griega, sin embargo, comenzaron a llegar al país el 3 de noviembre de 1940.
El alto mando griego estudiaba la posibilidad de un ataque alemán desde diciembre de 1940. Los británicos obtuvieron confirmación de la próxima operación alemana contra Grecia gracias a «enigma» a comienzos de enero de 1941. Tras descartar el traslado de tropas del frente albanés (que contaba con catorce divisiones) para no quedar en inferioridad numérica en los dos frentes, y considerando que tanto Yugoslavia como Turquía mantendrían su neutralidad, Papagos consideró que necesitarían al menos nueve divisiones británicas para completar las cuatro griegas disponibles y poder enfrentarse a las doce divisiones que estimaba tenían los alemanes en Rumanía. Los británicos, sin embargo, ofrecieron únicamente dos o tres divisiones y unas docenas de tanques, oferta que Metaxas consideró insuficiente pero lo suficientemente importante como para causar el ataque alemán. Por ello, rechazó a mediados de enero de 1941 el ofrecimiento británico.
Sin apoyo británico, se propuso retirar algunas divisiones del frente albanés para tratar de oponerse al ataque alemán. Lo escaso de las tropas disponibles, sin embargo, aconsejaba abandonar la defensa de la Macedonia oriental y de la Tracia occidental y desplegarlas a lo largo del curso del Haliacmón (línea Haliacmón). El abandono de Salónica, no obstante, conllevaba también descartar definitivamente la entrada de Yugoslavia en la guerra del lado griego pues era su puerto de abastecimiento por los aliados. La línea defensiva era además muy vulnerable a un ataque alemán a través de territorio yugoslavo por la «brecha de Monastir» en caso de que Yugoslavia permitiese el paso de tropas alemanas o Alemania forzase la entrada de sus tropas en la zona.
La ayuda británica también se encontró con la dificultad de abastecer al Ejército griego, cuya munición no producía, por lo que a comienzos de febrero los británicos calculaban que este no podría combatir más allá de finales de marzo por falta de munición y repuestos. Los catorce escuadrones prometidos a los griegos tampoco podrían estar listos antes del ataque alemán, pues los aeródromos necesarios tampoco estarían listos hasta finales de abril. Las tropas de tierra tampoco contaban con el transporte necesario para pasar a Grecia y no se había contado con el origen de las mismas, que podría retrasar varios meses su despliegue en Grecia.

### La intervención alemana

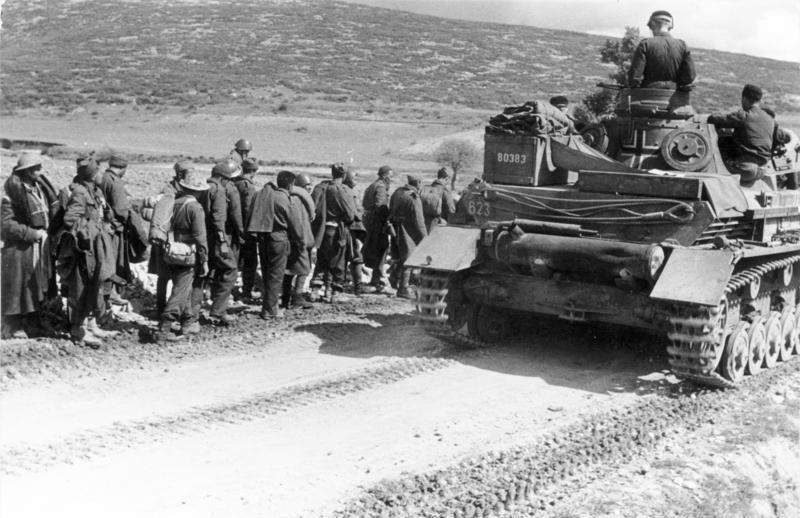
Tropas alemanas conduciendo prisioneros griegos y británicos al cautiverio en abril de 1941.

Los alemanes advirtieron a Metaxas (1 de noviembre de 1940) que considerarían motivo de guerra la concesión a los británicos del uso de aeródromos en el norte del país, por lo que el caudillo griego mantuvo a los británicos en el sur.
A fines de marzo, un golpe de Estado en Yugoslavia persuadió al OKW (en alemán: Oberkommando der Wehrmacht, Comando Supremo del Ejército alemán) de la necesidad de revisar los planes alemanes respecto a Grecia. Habiéndose decidido a atacar la URSS e incapaz materialmente de sostener simultáneamente una ofensiva significativa en el Mediterráneo contra el Reino Unido y en el Este contra la Unión Soviética, Hitler necesitaba a pesar de todo acabar con Grecia para asegurar el flanco de la campaña contra la URSS contra posibles ataques británicos. La campaña había perdido su sentido original (un ataque contra el Reino Unido en el Mediterráneo) pero aún debía ganarse.
El 6 de abril de 1941, la Wehrmacht lanzó la Operación 25 (invasión de Yugoslavia) y la Operación Marita (la invasión de Grecia) de manera simultánea.
Las fuerzas italianas atacaron desde Albania mientras los griegos eran atacados desde Yugoslavia por fuerzas alemanas y búlgaras, aliadas de los alemanes. Los griegos habían establecido una línea de defensa fortificada, llamada "Línea Metaxas" (el primer ministro de este nombre había fallecido en enero de 1941), pero contaban únicamente con 3 divisiones y, ante la gran concentración de tropas alemanas, la línea era indefendible.

Avances alemanes en la operación Marita y últimos avances italianos gracias a esta.

El 12 de abril de 1941 Papagos dio orden de retirada a las unidades del frente albanés, que corrían el riesgo que quedar atrapadas entre las divisiones italianas y las alemanas ante el rápido avance de estas. La orden fue mal recibida entre las tropas y los mandos del frente, que se resistieron a retirarse frente a los italianos. Papagos trataba a la vez que las fuerzas griegas cubriesen el flanco izquierdo de la línea británica, que retrocedía. Con el avance alemán, el contacto del jefe de Estado Mayor griego con los mandos en el frente era cada vez más difícil y la resistencia a continuar la retirada creció.
Los griegos perdieron de nuevo Korçë el 14 de abril y Argirokastro el 18. Ante la próxima captura de Ioánina, los ejércitos griegos quedaron casi rodeados. El avance final de los italianos, a pesar de la actitud eufórica de los mandos, se debió a la retirada griega, causada por la fulgurante ofensiva alemana. La retirada griega fue tornándose caótica y la moral de las tropas decayó. Papagos perdió el control de las unidades del frente albanés. Los mandos del frente deseaban la firma de un armisticio inmediato, pero el rey y Papagos se oponían, con la intención de dar mayor tiempo a las tropas británicas para evacuar el país. Finalmente, con el apoyo del obispo metropolitano de Ioánina, algunos mandos se rebelaron y formaron un gobierno encabezado por el general Geórgios Çolakoğlu para solicitar un armisticio a los alemanes. Los enviados de Papagos no consiguieron hacer que Çolakoğlu cesase en su intento de pactar con los alemanes, firmándose un armisticio entre él y el comandante de la división Adolf Hitler, el general Dietrich. Este acuerdo tenía un acentuado carácter antiitaliano y no fue aceptado por el comandante de las tropas alemanas, el mariscal Wilhelm List.
El nuevo acuerdo entre los generales griegos rebeldes y el mando alemán era menos favorable a los griegos. Mientras, Çolakoğlu se resistía a solicitar un armisticio similar a los italianos, y sus actividades eran condenadas por Papagos, que manifestaba la intención del gobierno de continuar la lucha contra el Eje. Mussolini, informado el 21 de abril de 1941 del nuevo acuerdo, estalló de furia y exigió que los griegos solicitasen a los italianos la rendición, negándose a aceptar las peticiones griegas durante varias horas en las que continuó el avance italiano, a pesar de los crecientes roces con los alemanes.
A las 3 de la tarde del 22 de abril de 1941 los alemanes comunicaron a Çolakoğlu la necesidad de que este pidiese el armisticio a los italianos, lo que hizo esa misma noche a pesar de su renuencia. Se formó una comisión italo-germana para la rendición. El 23 de abril de 1941 Çolakoğlu, el general italiano Ferrero y el alemán Alfred Jodl firmaron la rendición griega en Salónica, que no fue admitida por el gobierno de Atenas.

### Consecuencias del ataque italiano
Mussolini no logró derrotar por sí solo a Grecia pero su ataque, mal planificado y ejecutado, desvió a este frente veintinueve divisiones italianas, la mayor parte de los buques de transporte y un cuarto de la aviación, lo que permitió a los británicos llevar a cabo una ofensiva de dos meses en el invierno de 1940 que cambió el curso de la guerra en África. La falta de suministros, especialmente de vehículos de transporte, impidió a Rodolfo Graziani continuar su ofensiva contra Egipto.

## La partición de Grecia

Reparto de las zonas de ocupación en Grecia por las potencias del Eje: alemana, italiana y búlgara.

Tras la victoria alemana, empezó la ocupación de Grecia por las fuerzas del Eje. En tanto en cuanto era el país que realmente había derrotado a Grecia, Alemania se reservó para sí misma las zonas de mayor valor estratégico: la capital Atenas, la Macedonia central y oriental (ya que incluían el importante puerto de Salónica y la línea de ferrocarril transbalcánica que va de Tesalónica a Viena); la zona fronteriza con Turquía en Tracia oriental, algunas islas estratégicas del mar Egeo y la isla de Creta, ya que esta última era un lugar que podía servir de puente para abastecer a las tropas alemanas desplegadas en el Norte de África. Bulgaria, por su parte, ocupó militarmente la Tracia occidental y la anexionó a Bulgaria. Los italianos obtuvieron el control del resto de Grecia.
En Atenas, se estableció un Gobierno colaboracionista bajo las órdenes de Alemania, como los de Pétain en Francia o Quisling en Noruega. El Gobierno fue encabezado por el general Geórgios Çolakoğlu, el general que había firmado el armisticio con los alemanes. Después de enfrentarse con varias dificultades, Çolakoğlu dimitió del cargo un año después. Fue sustituido por Konstantinos Logothetopoulos en 1942, y éste fue sustituido a su vez después por Ioannis Rallis.

## La vida de los soldados y de la población civil

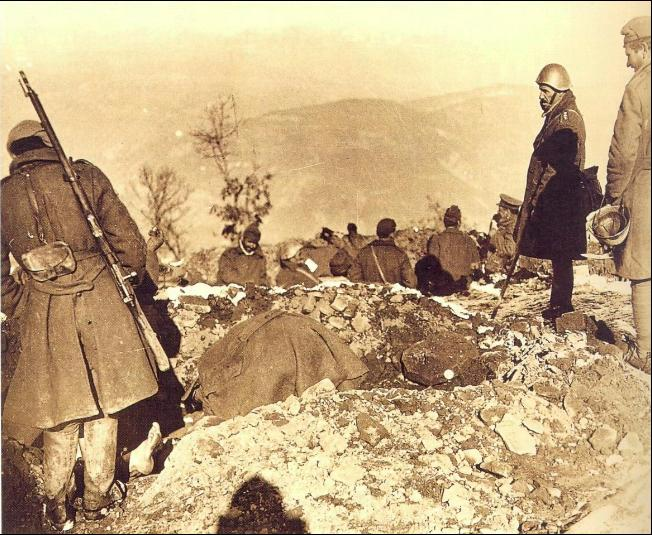
Construcción de fortificaciones en el sector Eleas-Kalama (Epiro-Grecia), marzo de 1939, antes del estallido de la Guerra Greco-Italiana (1940-1941)

La guerra se llevó a cabo en las nevadas montañas de la frontera greco-albanesa, con temperaturas extremas de hasta 25 °C bajo cero, en medio de constantes nieblas, nevadas y granizadas. Las crónicas de la época abundan en ejemplos de la heroicidad tanto de los soldados griegos como de las mujeres que se presentaron voluntarias para abastecer a sus hijos y a sus maridos en el frente. Muchos soldados de ambos bandos fueron dados de baja por congelación, y se realizaron numerosas amputaciones. Tanto bajaron las temperaturas, que el mando italiano comenzó a reemplazar a sus soldados provenientes del sur y centro de Italia, por soldados originarios del Norte, a los que se suponía que soportarían mejor el frío glacial de las altas y gélidas montañas de Epiro.
Los griegos liberaron en su contraofensiva la región de Epiro del Norte, una parte de Albania que históricamente había sido griega y en la que vivía la minoría étnica griega en Albania. Al llegar a ciudades con nombres griegos, como Aghii Saranda ('Cuarenta Santos'), la población de origen griego dio la bienvenida al ejército con flores, banderas griegas y canciones, y celebraron la entrada del ejército griego como una liberación.

## En la cultura popular
La banda sueca de power metal Sabaton dedicó un tema a la batalla, titulado "Coat Of Arms", en su álbum homónimo, lanzado en 2010.